# Oahu-elepaio
De oahu-elepaio (Chasiempis ibidis) is een vogelsoort uit het geslacht Chasiempis  uit de familie monarchen (Monarchidae), een familie van oscine zangvogels. Het is een bedreigde, endemische vogelsoort soort op Oahu eiland van de Amerikaanse staat en eilandengroep Hawaï.

## Kenmerken
De vogel is 14 tot 16 cm lang. Het is een kleine vogel met een lange staart die vaak bijna rechtop wordt gehouden in hoek van meer dan 45°. De vogel heeft een witte stuit en twee witte vleugelstrepen. De kruin en de rest van de bovenkant van de vogel zijn donkerbruin. De staart is zwart. Van onder is de vogel wit, met hoog op de borst donkerbruine streepjes. Het oog is zwart met daar omheen een lichte ring in het verenkleed en een donkere vlek achter het oog. Het vrouwtje heeft minder zwart op de borst.

## Verspreiding en leefgebied
De vogel komt alleen voor op het eiland Oahu in bossen in heuvelland tussen de 200 en 800 meter boven zeeniveau met een gematigd vochtregiem in soortenrijk natuurlijk bos met grote boomkronen en een goed ontwikkelde onderlaag aan struikgewas.

## Status
De oahu-elepaio heeft een beperkt verspreidingsgebied en daardoor is de kans op uitsterven aanwezig. De grootte van de populatie werd in 2016 door BirdLife International geschat op 1261 volwassen individuen en de populatie-aantallen nemen af door habitatverlies. De vogels worden bedreigd door versnippering en verschraling van de leefgebieden en een vogelziekte die verspreid wordt door geïmporteerde steekmuggen. Om deze redenen staat deze soort als bedreigd op de Rode Lijst van de IUCN.